# Stare Czajki
Stare Czajki (deutsch Alt Czayken, 1933 bis 1945 Alt Kiwitten) ist ein Dorf in der polnischen Woiwodschaft Ermland-Masuren. Es gehört zur Gmina Świętajno (Landgemeinde Schwentainen, 1938 bis 1945 Altkirchen (Ostpr.)) im Powiat Szczycieński (Kreis Ortelsburg).

## Geographische Lage
Stare Czajki liegt in der südlichen Mitte der Woiwodschaft Ermland-Masuren, 18 Kilometer südöstlich der Kreisstadt Szczytno (deutsch Ortelsburg).

## Geschichte
Aus dem Jahre 1729 stammt die älteste Nachricht über den Ort Czayken (damals ohne den Zusatz). Am 29. März jenes Jahres erhielt Friedrich Kiwitt kleine Waldanteile, „sonst keinen Nutzen bringend, zur Rohdung.“ Eine neue Handfeste wegen Anlegung des Ortes wurde am 6. Dezember 1736 ausgestellt.
Im Jahre 1874 wurde Alt Czayken in den neu errichteten Amtsbezirk Liebenberg (polnisch Klon) im ostpreußischen Kreis Ortelsburg eingegliedert.
Im Jahre 1910 waren in Alt Czayken 195 Einwohner registriert, im Jahre 1933 waren es bereits 182. Aufgrund der Bestimmungen des Versailler Vertrags stimmte die Bevölkerung in den Volksabstimmungen in Ost- und Westpreussen am 11. Juli 1920 über die weitere staatliche Zugehörigkeit zu Ostpreußen (und damit zu Deutschland) oder den Anschluss an Polen ab. In Alt Czayken stimmten 148 Einwohner für den Verbleib bei Ostpreußen, auf Polen entfielen keine Stimmen.
Am 9. Oktober 1933 wurde Alt Czayken aus politisch-ideologischen Gründen der Abwehr fremdländisch klingender Ortsnamen in „Alt Kiwitten“ umbenannt. Die Einwohnerzahl belief sich 1939 auf nur noch 148.
Mit dem gesamten südlichen Ostpreußen wurde Alt Kiwitten 1945 in Kriegsfolge an Polen überstellt. Das kleine Dorf erhielt die polnische Namensform „Stare Czajki“ und ist heute – mit Sitz eines Schulzenamtes (polnisch Sołectwo) – eine Ortschaft im Verbund der Landgemeinde Świętajno (Schwentainen, 1938 bis 1945 Altkirchen (Ostpr.)) im Powiat Szczycieński (Kreis Ortelsburg), bis 1998 der Woiwodschaft Olsztyn, seither der Woiwodschaft Ermland-Masuren zugehörig. Im Jahre 2011 zählte Stare Czajki 83 Einwohner.

## Kirche
Bis 1945 war Alt Czaken resp. Alt Kiwitten in die evangelische Kirche Friedrichshof (polnisch Rozogi) in der Kirchenprovinz Ostpreußen der Kirche der Altpreußischen Union sowie in die römisch-katholische Kirche Liebenberg (polnisch Klon) eingepfarrt. Heute gehört Stare Czajki katholischerseits weiterhin zur Kirche in Klon, evangelischerseits nun aber zur Pfarrei Szczytno in der Diözese Masuren der Evangelisch-Augsburgischen Kirche in Polen.

## Schule
In der im Zeitalter Friedrichs des Großen gegründeten Dorfschule wurde 1939 in zwei Klassen 75 Schulkinder unterrichtet.

## Verkehr
Stary Czajki liegt an einer parallel zur Landesstraße 53 verlaufenden Nebenstraße, die Cis (Friedrichsthal) mit Dąbrowy verbindet. Eine Anbindung an den Bahnverkehr besteht nicht.